# ویلیام بارکلی
ویلیام ادوارد بارکلی (به انگلیسی :William Edward Barclay) (زاده ۱۴ ژوئن ۱۸۵۷– درگذشت ۳۰ ژانویه ۱۹۱۷) نخستین سرمربی باشگاه فوتبال اورتون و سپس هم‌چنین نخستین سرمربی تاریخ باشگاه لیورپول بود که به همراه جان مک کنا هدایت این تیم را برعهده داشت.

او تنها در ۲۲ بازی، هدایت تیم اورتون را بر عهده داشت که پس از نقل مکان این باشگاه از آنفیلد به گودیسون پارک و تأسیس باشگاه لیورپول به عنوان سرمربی لیورپول انتخاب شد. لیورپول تحت هدایت بارکلی در نخستین فصل حضور او بر روی نیمکت، با ایستادن در انتهای جدول رده‌بندی لیگ، به لیگ دسته دوم سقوط کرد.